# Торпеда Лэя

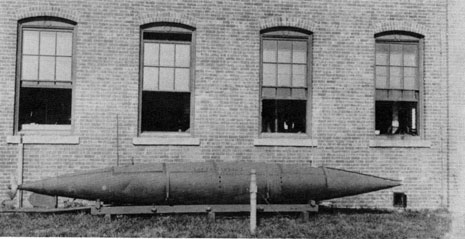
Торпеда Лэя

Торпеда Лэя — ранний вид управляемой торпеды, разработанный американским изобретателем Джоном Льюисом Лэем в 1871 году. Управлялась электрическими сигналами по кабелю с берега. Опытные образцы торпеды были заказаны рядом стран, и несколько экземпляров были применены (безуспешно) перуанским флотом во Второй Тихоокеанской войне.

## История
Идея управляемой по проводам торпеды была сформулирована американским военным инженером Джоном Льюисом Лэем на основании его опыта работы с подводными минными заграждениями во время Гражданской войны в Америке, и позднее — во время Первой Тихоокеанской войны. В ходе второй, Лэй (как американский доброволец-специалист) помогал организовывать установку минных заграждений на входе в порт Кальяо, и сформулировал идею управляемого электрическими импульсами самоходного оружия, способного доставить взрывчатый заряд к неприятельскому кораблю.
После серии экспериментов в 1867—1869, первый образец торпеды был изготовлен в 1870 году.

## Конструкция
Хотя существовало множество разных вариантов торпеды Лэя, сильно различавшихся как конструкцией, так и техническими характеристиками, ряд решений оставался неизменным во всех проектах:
- Торпеда приводилась в движение парами сжиженной угольной кислоты, хранившейся в баках под давлением.
- Управление торпедой осуществлялось с помощью двужильного (или более) электрического кабеля; для кодирования отдельных команд использовалась смена полярности и изменение силы тока.
- Движущаяся торпеда отслеживалась оператором при помощи двух мачт с флажками и/или фонариками (для применения в ночное время). Некоторые версии торпеды имели выдвижные или поднимающиеся мачты.

Ряд версий торпеды были оснащены отделяемой погружающейся боевой частью, которая, после контакта с целью, отделялась от основного корпуса торпеды, погружалась на 2—3 метра, и затем срабатывала. Причина была в том, что торпеда Лэя двигалась возле поверхности воды, и ударяла в борт корабля возле ватерлинии: при этом значительная часть разрушительной энергии впустую уходила в воздух. Кроме того, ватерлиния у броненосных кораблей, как правило, была хорошо защищена, и удар торпеды мог причинить лишь незначительные повреждения. Погружающаяся боевая часть позволяла нанести удар ниже пояса цели.